# بلا سپش
بلا سِپِش (مجاری: Szepes Béla; ۵ سپتامبر ۱۹۰۳ – ۲۶ ژوئن ۱۹۸۶) روزنامه‌نگار، اسکی‌باز صحرانوردی، پرتاب‌گر نیزه، ورزشکار دو و میدانی، کاریکاتوریست، اسکی‌باز پرش، و فیلم‌نامه‌نویس اهل مجارستان بود.